# Badagri
Badagri (Gbagle) város Nigéria délnyugati részén, a Guineai-öböl partján, Lagos államban. A benini határ mellett, Porto Novótól közúton kb. 40 km-re délkeletre, Lagostól kb. 60 km-re nyugatra fekszik.  Lakossága 241 ezer fő volt 2006-ban.
A 15. század elején alapított város egy fontos kikötő volt, ahonnan a rabszolgákat vitték az Újvilágba, elsősorban Brazíliába. A 18. század elején holland gyarmat volt, majd 1863-tól a briteké lett, akik a Lagosi területhez csatolták. A rabszolga-kereskedelem után jelentősége csökkent és egy fontos keresztény misszió alakult a városban.

## Fordítás
Ez a szócikk részben vagy egészben  a   Badagry című angol Wikipédia-szócikk fordításán alapul.  Az eredeti cikk szerkesztőit annak laptörténete sorolja fel. Ez a jelzés csupán a megfogalmazás eredetét és a szerzői jogokat jelzi, nem szolgál a cikkben szereplő információk forrásmegjelöléseként.